# Alpen-Smaragdlibelle
Die Alpen-Smaragdlibelle (Somatochlora alpestris) ist eine Libellenart aus der Familie der Falkenlibellen (Corduliidae), die zu den Großlibellen (Anisoptera) gehören.

## Merkmale

### Merkmale der Imago

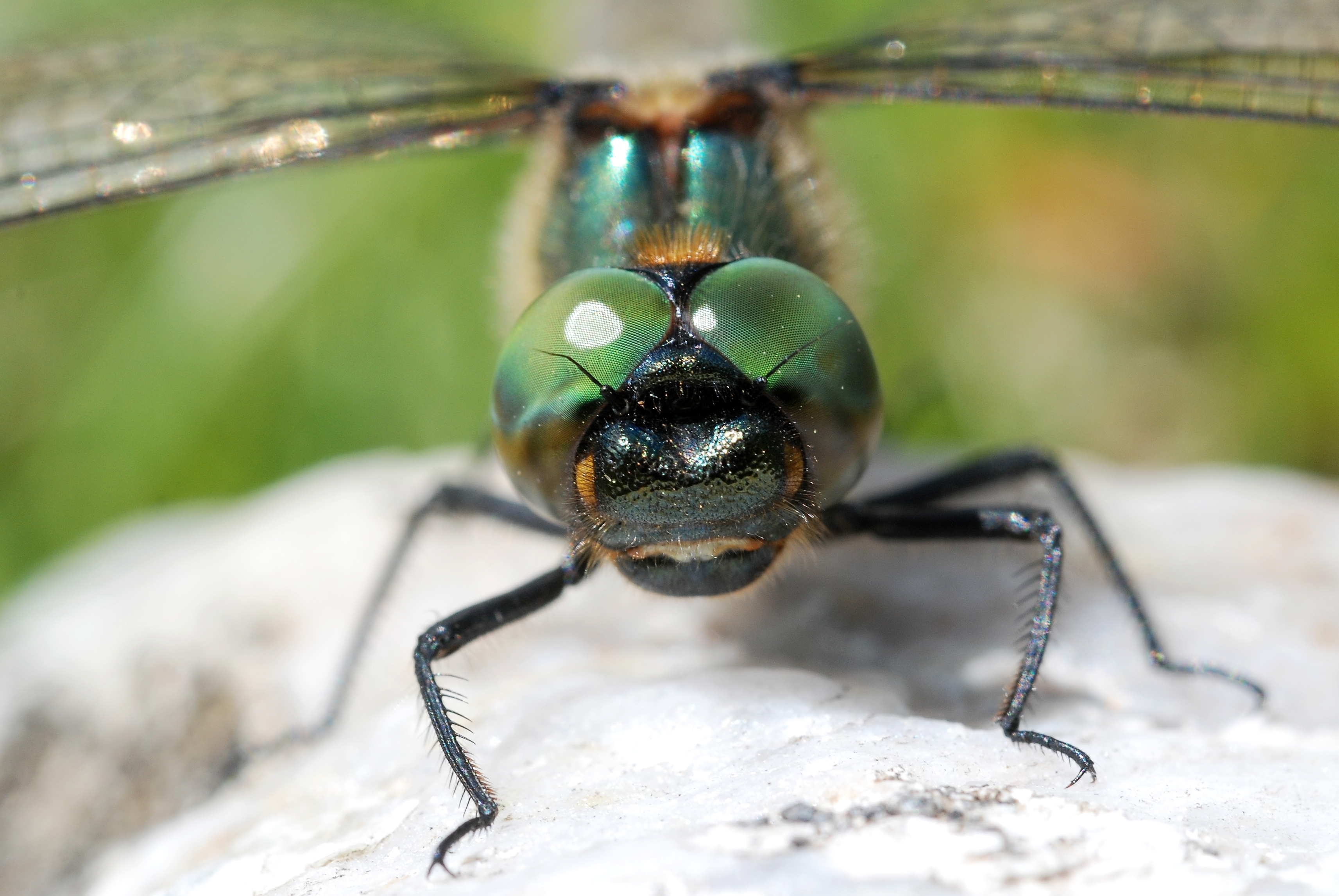
Alpen-Smaragdlibelle (Somatochlora alpestris), Frontalsicht

Die Libellen sind mittelgroß und erreichen eine Flügelspannweite von sechs bis sieben Zentimetern, wobei sie im Vergleich zur ähnlichen Arktischen Smaragdlibelle (Somatochlora arctica) robuster wirkt. Das Abdomen der Männchen hat eine Länge von 32 bis 36 Millimeter, das der Weibchen von 31 bis 35 Millimeter. Der Körper ist grünlich-schwarz gefärbt mit einem leuchtend metallisch grünen Thorax und einem schwarzen Abdomen, die Augen sind leuchtend grün bis blaugrün. Die Stirn (Frons) besitzt beidseitig je einen gelben Fleck.
Die Vorderflügel besitzen zwischen der Cubital- und der Analader zwei Queradern, das Flügeldreieck ist unterteilt. Das mattschwarze Abdomen der Männchen hat am Ende des zweiten und häufig auch des dritten Segments einen feinen weißen Ring, bei Weibchen ist der Ring am 2. Segment deutlicher und es sind zusätzlich am Ende des 3. und 4. Segments undeutliche Ringe vorhanden. Die Cerci des Männchens sind von dorsal betrachtet doppeleckig und am Ende spitz zusammenlaufend und besitzen basal zwei ventrale Zähnchen. Die Subgenitalplatte des Weibchens ist massiv und von der Seite betrachtet dreieckig und vom Abdomen abstehend, sie überragt das 9. Abdominalsegment nicht.
Ähnliche Arten sind die Arktische Smaragdlibelle (Somatochlora arctica), die Glänzende Smaragdlibelle (Somatochlora metallica) und die Falkenlibelle (Cordulia aenea).

### Merkmale der Larven
Die ausgewachsene Larve und die Exuvie erreichen eine Länge von 19 bis 22 Millimeter. Die vergleichsweise kurzbeinige Larve ist mäßig behaart und besitzt weder Seiten- noch Dorsaldornen. Im Vergleich zu den Larven der Arktischen Smaragdlibelle ist die Analpyramide weiter herausragend und die Flächen der Adominaltergite besitzen eine feine Behaarung während längere Haare nur an den Seitenrändern und an der Hinterkanten der Segmente auf der Rückenseite vorhanden sind. Auffällig sind dreieckige Sklerite auf den Pleuren der Segmente 4 bis 6 und 8 während diese auf den 7. Segment fehlen (Antepleuriten). Der äußere, distale, Rand des Labialpalpus ist tief eingeschnitten und die Zähne sind abgerundet.

## Vorkommen und Lebensraum
Die Alpenlibelle ist vorwiegend arkto-alpin und teilweise auch boreo-alpin verbreitet und kommt in drei voneinander getrennten Verbreitungsgebieten vor: Nordeuropa von Norwegen bis Nordostrussland, den mitteleuropäischen Alpenraum und angrenzende Hochlandregionen sowie in Ostasien von Sibirien über den mittleren Amur und Kamtschatka bis nach Nordost-China und Nordkorea und Japan. In Mitteleuropa beschränkt sich das Vorkommen der Art auf die höheren Berglagen mit alpinem Klima und umfasst vor allem das gesamte Gebiet der Alpen und das Alpenvorland.
In Deutschland ist sie entsprechend nur in den Bayerischen Alpen und darüber hinaus dem Bayerischen Wald, dem Fichtelgebirge, dem Erzgebirge mit dem tiefsten Fundort bei 420 Metern Höhe, dem Vogtland, dem Thüringer Wald, dem Harz und dem Schwarzwald lokal nachgewiesen. Auf der Roten Liste wird die Art in der höchsten Gefährdungskategorie „vom Aussterben bedroht“ eingestuft.
Die Tiere leben vor allem an kleinen Wasserstellen im Torfmoos-Schwingrasen in Mooren.

## Lebensweise
Die Flugzeit unterscheidet sich regional leicht. In Deutschland, Österreich und der Schweiz sind die Imagines vom Juni oder Juli bis August oder September aktiv.
Die Libellen sind fast ausschließlich bei sonnigem Wetter anzutreffen. Die Männchen patrouillieren einzeln oder in geringer Anzahl auf der Suche nach Weibchen über dem Schwingrasen, die Wasserfläche und den Uferbereich der Habitate und setzen sich gelegentlich kurz auf Pflanzen ab.

## Fortpflanzung und Entwicklung
Die Paarung beginnt in der Luft, danach setzt sich das Paarungsrad an einen Baum oder im Gebüsch ab. Die Weibchen legen ihre Eier im Flug über kleinen Wasserlachen oder in den Torfmoosrasen. Dabei berühren die rüttelnden Weibchen mit dem Hinterleibsende das Wasser und streifen so die Eier ab. Die Larven schlüpfen teilweise vor den Winter oder überwintern im Ei, bevor sie im Frühjahr schlüpfen. Sie leben in teilweise winzigen Wasserstellen wie Schlenken zwischen Torfmoos und benötigen für ihre Entwicklung wahrscheinlich bis zu drei Jahre.